# 汪振声
汪振声（1883年—1945年）字楞伯，号晓村，原籍浙江省吴兴县（今湖州市），中华民国银行家、国画家。

## 生平
清朝光緒九年（1883年）生於四川成都。1904年留學日本，进入早稻田大學。畢業獲法學士學位。1909年回国，參加學部留學生考試，獲授法政科舉人，殿試授内閣中書，不久任大清銀行總行稽核科科長。1911年武昌起義以後，大清銀行停業，設總清理處，任清理主任。1912年11月，在中華民國北京政府擔任審計處審計官，兼任第四股第三課課長。1913年，擔任審計處第二股主任，兼任稽核外债室華室室長。1914年，擔任審計院審計官，兼任第二廳第四股主任。
1915年，進入中國银行任重慶分行副行長。1918年，調充北京總管理處總司帳。1920年，調任濟南分行行長，兼任德華銀行濟南清理處主管員。1925年，調任中國銀行總管理處總稽核。1928年，中國銀行經過改組成爲特許國際匯兑銀行，中國銀行總管理處遷駐上海，仍任總稽核，並且還擔任新華信托储蓄銀行、中國保險、華南米業、中國棉業、中國造纸等公司的董事。抗日战争爆发後，輾轉赴重慶。1944年，被指派成为中国银行官股监督人。
1945年，汪振声在重庆病逝。